# Ухуште
Ухуште (ісп. Ujuxte) — руїни міста цивілізації мая в департаменті Реталулеу (Гватемала).

## Історія
Утворено близько 1200 року до н. е. Тривалий час являло собою самостійне політичне утворення — до 800 року до н. е. місто площею 4 км2. Мешканці міста підтримували політично-економічні зв'язки з Ель-Месаком, Ла-Бланкою, Ісапою та Камінальхую.
Період піднесення припав на V ст. до н. е. До 300 року до н. е. територія міста значно розширилася. Цей час в історії Ухуште важливий з точки зору отримання сучасними вченими інформації щодо розвитку соціальної стратифікації, появи еліти, процесу урбанізації в цій області загалом. Посилення збіглося з послабленням культури ольмеків та занепадом Ель-Месака і Ла-Бланки. Разом з державою в городищі Такалік-Абахо правителі Ухуште контролювали цей район.
Протягом 300—200 років до н. е. відбулося значне послаблення політії, визнане політичну та економічну зверхність Ісапи, яке тривало до 100 року до н. е. Надалі перебувало в політичній орбіті Камінальхю. Водночас тоді почався занепад держави і поселення. Його остаточно залишено близько 200 року. Причини цього остаточно не з'ясовані.

## Опис
Розташовано на відстані 12 км від Тихого океану, неподалік від руїн Ель-Месак і Ла-Бланка, 40 км від Такалік-Абахо. Є найбільшою археологічною пам'яткою докласичного періоду, що виявлено на тихоокеанському узбережжі Гватемали.
Загальна площа становить 200 га з близько 200 земляними насипами, під якими поховані стародавні будови. За планом Ухуште утворено сусіднє невеличке старовинне місто (тепер руїни) Чікірінес.
Тривалий час будови створювалися в рамках ольмецької традиції. Більшість курганів міста мають орієнтацію близько 35° на схід від півночного магнітного полюсу. Кургани, що датують кінцем докласичного періоду, мають орієнтацію на 55° на схід від півночі.
Найбільшим є курган 1, що розташований на північний захід центральної площі. Він заввишки 20 м, для його утворення знадобилося більше 60000 м3 землі. На північний схід від цієї ж площі містить курган 2, що заввишки 16 м. Поруч з курганом 2 є ще 7 менших курганів на високій платформі. Курган 1 й 2 в давнину складали ритуально-адміністративний центр Ухуште. Найвищі точки обох курганів орієнтовані на схід сонця та місце весняного і осіннього рівнодення. Вчені розглядають їх як пункти астрологічних досліджень: під час літнього сонцестояння сонце встає з-за вулкана Тахумулько на східному горизонті, в лінії безпосередньо над головною площею.
На південь від кургану 2 знаходиться масивний майданчик для гри у м'яч, утворений курганами 3 і 4 (кожен з них заввишки 7 м). Частина кургану 4 й сусідній з 5 утворювали старовинний дворик зі східного боку майданчику, представляючи замкнутий житловий район місцевої знаті. У цьому місці знайдену велику кількість кераміки докласичного типу.
Житлові райони простолюдинів (землеробів, ремісників та ін.) рощташовувалися на околицях міста.

## Історія досліджень
Археологічні розкопки почалися наприкінці 1990-х років. Активізувалися дослідження із впровадженням Археологічного проекту Ухуште у 2000-х роках. Наразі ним керують фахівці університету Сан-Карлоса (Гватемала).